# M795
M795 — стандартний осколково-фугасний снаряд для гаубиць калібру 155 мм. M795 розроблено як більш смертоносна версія M107 з більшою дальністю дії. Більша дальність стрільби була досягнута за рахунок збільшення снаряда по довжині та загостреної носової частини. Зварний ведучий поясок M795 замінює кований, який застосовується в снаряді M107, що дозволяє стріляти метальними зарядами M232 (заряд 5-й), або M203, збільшуючи дальність стрільби до 6000 метрів (6,0 км). Вибухове навантаження також було покращено, як і схема осколків, що дало на 30% вищу летальність. В майбутньому М795 буде замінений снарядом M1128.
Зовнішня конфігурація, та балістичні дані  аналогічні зі снарядом М483А1, але М795 коротший на 5 см.

## Технічні характеристики
- Дальність стрільби 
  - 22,5 км (гарматами з довжиною ствола 39 калібру)
  - 28,5 км (гарматами з довжиною ствола 52 калібру) [4]
- Маса — 46,9 кг
- Довжина з підривником – 843 мм
- Маса вибухової речовини — 10,8 кг тротилу

Початкова максимальна швидкість снаряда:
- заряд М3А1  – 441 м/с
- заряд М4А2 – 547 м/с
- заряд М119 А1\А2 – 651 м/с
- заряд М203А1 – 802 м/с

## Модифікації

### M795E1
Версія снаряда M795 зі збільшеною дальністю. Хоч дальність стрільби снаряда М795 більша, ніж у попереднього снаряда М107 (22,5 км гарматами з довжиною ствола 39 калібру, тоді як у М107 – 17 км), але вона недостатня в сучасних умовах. Тому було прийнято рішення розпочати програму зі створення снаряда, яким можна було б стріляти на більшу відстань, ніж M795. Розробка М795Е1 почалася в 2003 році. Снаряд отримав донний газогенератор. Маса вибухової речовини (тротилу) була зменшена з 10,8 до 10 кг. У випробуваннях при стрільбі з гаубиці М198 (довжина ствола 39 калібрів) М795Е1 показав дальність 29,6 км. При стрільбі з гаубиці з довжиною ствола 52 калібри дальність становить 36 км. 

### M795E2
Розробка почалася в 2008 році. Зміни внесені в геометрію корпусу. Щодо корпусу M795E1 збільшено радіус та довжину снаряда, зменшено довжину циліндричної частини снаряда. Вибухівка була замінена на IMX-101. Удосконалено нижній генератор. У випробуваннях при стрільбі з гаубиці М198 М795Е2 показав дальність понад 30 км.
У 2011 році було прийнято рішення про проведення передсерійних випробувань, і снаряд отримав індекс XM1128.

## Застосування в Україні
Певна кількість снарядів передана Україні в рамках військової допомоги з боку США. Снаряд призначений для стрільби з гаубиць калібру 155 мм, таких як M777, M109, PzH 2000, 2С22 «Богдана» та інших.
10 травня 2022 були опубліковані фотографії, які підтверджують початок використання M795 у бойових діях проти російських військ.